# Liste des comtes de Rouergue
Depuis le VIe siècle, les comtes de Rouergue ont été à la tête d’un ensemble territorial qui a évolué au fil des siècles, le comté de Rouergue.
Les premiers comtes ont la faveur de Charles le Chauve qui leur donne aussi le comté de Toulouse. Le capitulaire de Quierzy, promulgué en 876, permettra l'hérédité de la fonction comtale.
Ils ne doivent pas être confondus avec les comtes de Rodez, qui sont apparus au XIIe siècle. Lorsque le comté de Rouergue a été réuni au comté de Toulouse, le comte de Toulouse et de Rouergue a placé un vicomte à Rodez, capitale du Rouergue. Ce vicomte prend plus d'importance avec le temps et rachète des droits au comte lorsque ce dernier part en croisade, et s'intitule ensuite comte de Rodez.

## Avant les Raimondins
Quelques comtes sont mentionnés sporadiquement avant le règne de Charles II le Chauve :
- 585 : Nicetius, écarté du comté d'Auvergne, il est institué duc d'Auvergne, de Rodez et d'Uzès par Childebert II.
- vers 795 : Gibert
- avant 821 : Autric, comte en Rouergue ou en Quercy ?
- avant 838 : Witbald, comte en Rouergue.

## Premiers comtes Raimondins
- Foucaud († après 837), comte de Rouergue,

marié à Sénégonde (probablement nièce de Guillaume de Gellone par Héribert).
- ???-852 : Frédolon († entre 849 et 852), comte de Toulouse et de Rouergue, fils du précédent.
- 852-865 : Raimond Ier († avant le 17 avril 865), comte de Toulouse et de Rouergue, marquis (comes et marchio), frère du précédent. Marié à Berthe, il eut pour fils Bernard le Veau, Foucher, fondateur de la Maison de Limoges et Eudes (lire ci-dessous). Il a fondé en 862 l'abbaye de Vabres[2].
- 865-874 : Bernard le Veau († 874) comte de Toulouse et de Rouergue, fils du précédent.

- Intermède de Bernard Plantevelue († 886)

- 877-918 : Eudes de Rouergue († 918) comte de Toulouse et de Rouergue, fils de Raimond Ier et frère du précédent, marié à Garsinde d'Albi
- 918-après 935 : Ermengaud, comte de Rouergue, fils du précédent, marié à Adélaide de Carcassonne.
- avant 944-961 : Raimond II († 961), comte de Rouergue, fils d'Ermengaud, marié à Berthe d'Arles, fille de Boson d'Arles, comte d'Arles, surnommé « prince des Aquitains » et « prince des Goths »[3].
- 961-1010 : Raimond III († 1010), comte de Rouergue, fils du précédent, marié à Richarde, probablement apparentée aux vicomtes de Millau
- 1010-1052 : Hugues Ier († 1054), comte de Rouergue, fils du précédent, marié à Foy, peut-être apparentée aux comtes de Cerdagne
- 1054-1065 : Berthe († 1065) comtesse de Rouergue, fille du précédent, mariée à Robert II, comte d'Auvergne et de Clermont.

Entre 1065 et 1080, le Rouergue est conquis par Raimond de Saint-Gilles, frère du comte de Toulouse Guillaume IV (v.1040 † 1092). Il s'agit d'une réunification au profit de la branche toulousaine des Raimondins.

Armes des comtes de Toulouse

## À partir de Raimond IV
- 1065-1105 : Raimond IV dit de Saint-Gilles († 1105), comte de Toulouse, de Rouergue, marquis de Provence, puis comte de Tripoli, frère du précédent

marié en premières noces (v. 1065) à une fille de Bertrand Ier, comte de Provence

marié en secondes noces (1080) à Mathilde de Hauteville (1062 † 1094)

marié en troisièmes noces (1094) à Elvire de Castille
Selon une tradition remontant à Geoffroi de Vigeois, Raimond IV aurait engagé en 1096, pour partir à la première croisade, une partie du comté de Rouergue au vicomte de Millau. Celui-ci s'intitulera comte de Rodez. En fait, cet engagement n'est attesté qu'en 1112, au profit du vicomte Richard.
- 1105-1109 : Bertrand († 1112) comte de Toulouse, de Rouergue et de Tripoli, fils du premier mariage de Raimond IV (VI). En 1109, il part en Terre Sainte, laissant le comté à Alphonse Jourdain

marié en 1095 à Adélaïde Ire de Bourgogne (1085 † 1142)
- 1109-1110 : Alphonse Jourdain, comte de Toulouse, de Rouergue et marquis de Provence (1103 † 1148), fils du troisième mariage de Raimond IV

- 1110-1120 : Guillaume IX (1076 † 1126), duc d'Aquitaine et comte de Poitiers

marié à Philippe (1070 † 1117), fille de Guillaume IV, comte de Toulouse.
Profitant de la jeunesse d'Alphonse Jourdain, il s'empare des terres de ce dernier, mais doit y renoncer au bout de dix ans de luttes.
- 1120-1148 : Alphonse Jourdain, comte de Toulouse, de Rouergue et de Provence (1103 † 1148), fils du troisième mariage de Raimond IV

marié en 1125 à Faydide d'Uzès
- 1148-1194 : Raimond V († 1194) comte de Toulouse, de Rouergue et marquis de Provence, fils du précédent

marié en 1154 à Constance de France
- 1194-1222 : Raimond VI († 1222) comte de Toulouse, de Rouergue et marquis de Provence, fils du précédent

marié en 1173 à Ermessende Pelet († 1176)

marié en 1178 à Béatrix de Béziers, dont il se séparera en 1193

marié en 1193 à Bourgogne de Lusignan, dont il se séparera en 1196

marié en 1196 à Jeanne d'Angleterre (1165-1199)

marié en 1202 à Eléonore d'Aragon (1182 † 1226)
- 1215-1218 : Simon IV de Montfort, 5e comte de Leicester, vicomte de Béziers et de Carcassonne
comte de Toulouse par conquête

- 1222-1249 : Raimond VII, († 1249), comte de Toulouse, de Rouergue et marquis de Provence, fils de Raimond VI et de Jeanne d'Angleterre. Il est mort à Millau ; avec lui se termine la lignée des comtes raimondins.

marié en premières noces avec Sancie d'Aragon (1186 † 1242)

marié en secondes noces avec Marguerite de Lusignan
- 1249-1271 : Jeanne de Toulouse († 1271), fille de Raimond VII et de Sancie d'Aragon

mariée en 1241 à Alphonse de Poitiers (1220 † 1271) comte de Toulouse, comte de Poitou, frère de saint Louis
En 1271, le Rouergue est rattaché au domaine royal.